# Рыжий широкоморд
Рыжий широкоморд (лат. Molossops neglectus) — вид летучих мышей из семейства складчатогубых (Molossidae). Обитают в Южной Америке (Аргентина, Бразилия, Колумбия, Гайана, Перу и Суринам).
Размах крыльев составляет 27 см. Питаются насекомыми. Беременных самок находили во время сухого сезона. Взрослый самец был однажды пойман в Бразилии в марте.